# Gavin Harrison
Gavin Harrison (* 28. května 1963 Londýn, Spojené království) je britský bubeník a perkusionista.
V roce 1983 hrál na bicí v britské progressive rockové skupině Renaissance, roku 1994 hrál na koncertech skupiny Level 42. Roku 2002 se stal členem skupiny Porcupine Tree, kde působí dosud a se kterou vydal čtyři studiová alba. Od roku 2007 je rovněž i členem King Crimson, kde hrál jako jeden ze dvou bubeníků/perkusionistů společně s Patem Mastelottem. Skupina v roce 2008 odehrála menší turné v USA, další živá vystoupení byla ohlášena na rok 2009, ta byla později ale zrušena a skupina přerušila aktivní činnost. S některými současnými i bývalými členy King Crimson nahrál Harrison album A Scarcity of Miracles (2011). V roce 2013 se stal jedním ze tří bubeníků nové sestavy King Crimson.
Je autorem dvou bubenických instruktážních knih s názvem Rhythmic Illusions and Rhythmic Perspectives. Ve svém domácím studiu také natočil a sám produkoval dvě instruktážní DVD Rhythmic Visions a Rhythmic Horizons.
Již od 80. let působí jako studiový hudebník. Podílel se na albech nejrůznějších interpretů, jako jsou např. Claudio Baglioni, Dave Stewart, Eros Ramazzotti, Franco Battiato, Jakko Jakszyk, Kevin Ayers, Lisa Stansfield, Manfred Mann's Earth Band či Steven Wilson.
Mezi jeho další projekty patří i spolupráce s multiinstrumentalistou 05Ricem, se kterým zatím vydal tři desky:
- Drop (2007)
- Circles (2009)
- The Man Who Sold Himself (2012)